# Rolf Kauka
Paul Rudolf „Rolf“ Kauka (* 9. April 1917 in Markranstädt; † 13. September 2000 in Thomasville, Georgia) war ein deutscher Produzent und Verleger für Comics. Er schuf unter anderem die Figuren Fix und Foxi. Aufgrund seines Erfolges wurde Kauka zu Lebzeiten als „der deutsche Walt Disney“ bezeichnet. Wegen der antisemitischen, rassistischen und deutschnationalen Umdeutung von Asterix und Obelix 1965/66 in seiner Comiczeitschrift Lupo Modern ist er allerdings auch stark umstritten.

## Leben
Rolf Kaukas Vater Alexander Paul Kauka war Hufschmied und Wagenbauer, wurde im Ersten Weltkrieg schwer verwundet und war danach unter anderem als Lagerarbeiter und Schrankenwärter tätig. Rolf Kauka selbst besuchte zunächst die Volks- und Realschule in Markranstädt bzw. Leipzig. Er verließ diese 1931 vorzeitig und absolvierte eine Ausbildung zum Drogeriegehilfen, wiederum in Markranstädt. Dort trat er am 1. Februar 1933, zwei Tage nach Machtergreifung der Nationalsozialisten, der Hitlerjugend bei, wo er schließlich den Posten eines Jungzugführers bekleidete. Kaukas Lehrzeit endete Anfang 1934, aber er blieb noch zwei Jahre in seinem Ausbildungsbetrieb, bevor er aus eigenem Entschluss kündigte.
Über den Verbleib Kaukas ab März 1936 liegen zwar keine gesicherten Informationen vor, doch sind einige Cartoons für die Leipziger Neuesten Nachrichten und das Weißenfelser Tageblatt bekannt, die 1937 erschienen und mit Rudo Kauka signiert sind. Indizien legen zudem nahe, „dass Rolf Kauka Mitte 1936 seine Heimatstadt verließ, um in Bitterfeld und Weißenfels für Tageszeitungen der NSDAP als Texter und Zeichner zu arbeiten.“ Rolf Kaukas spätere Selbstauskunft, er habe ein Gymnasium besucht und vier Semester Betriebswirtschaft studiert, ist hingegen nicht zutreffend. Auch verwies er gerne auf finnische Ahnen, was jedoch nicht belegt ist. Seine Vorfahren väterlicherseits zogen im 19. Jahrhundert von Schlesien nach Sachsen, während seine Mutter aus dem Oberhessischen stammte.
1938 leistete er den Reichsarbeitsdienst ab und wurde anschließend, Ende November 1938, zur Wehrmacht eingezogen. Bei Ausbruch des Zweiten Weltkriegs bewarb er sich als Berufsoffizier. Dabei gab er als Berufsbezeichnung Presse-Zeichner an. Im Krieg war er 1939 beim Überfall auf Polen im Einsatz, nahm 1940 am Westfeldzug teil und wurde 1944 an der Ostfront eingesetzt, ehe er sich als mehrfach dekorierter Oberleutnant eines Flakregiments bereits einige Wochen vor der endgültigen Kapitulation zu seiner Familie nach Prien am Chiemsee absetzte.
Kauka war insgesamt viermal verheiratet. So heiratete er im Juni 1943 die angehende Ärztin Erika Bahre. Aus dieser Ehe gingen drei Töchter hervor, darunter Marlis „Mascha“ Kauka (* 14. Feb. 1945), Kochbuchautorin und Verlegerin und heute Vorsitzende der Stiftung Amazonica. Auch aus seiner zweiten Ehe hatte er zwei Kinder, darunter seinen einzigen Sohn Michael (1962–2006). Zuletzt war Rolf Kauka von Ende 1975 bis zu seinem Tod mit Alexandra Kauka, geb. Stahl, verheiratet.

### Erste Verlegeraktivitäten
Nach Kriegsende musste sich Kauka beruflich neu orientieren. Er beschloss, nach dem Vorbild seiner Schwiegermutter Emma Bahre verlegerisch tätig zu werden, obwohl er in dieser Hinsicht keine Vorkenntnisse besaß. Dafür war nach alliiertem Besatzungsrecht eine personenbezogene Verlagslizenz zwingend erforderlich. Bahre war während der NS-Zeit Geschäftsführerin des Berliner Freiheitsverlages gewesen, der unter anderem Handbücher für Polizeirecht verlegt und die Ideologie der NSDAP vertreten hatte. Eine Fortführung dieser Verlagstätigkeit war somit nach Kriegsende ausgeschlossen; Emma Bahre selbst wurde bei der Entnazifizierung als NS-Belastete eingestuft. Kauka bemühte sich deshalb Ende 1945 selbst um eine Lizenz, fälschte dafür seinen Lebenslauf (unter anderem gab er sich als promovierter Literaturwissenschaftler Dr. Rudolf Kauka aus), wurde aber dennoch nach einer Anhörung vorerst abgewiesen. Auch sein persönliches Entnazifizierungsverfahren konnte aufgrund seiner falschen Angaben länger nicht abschließend beantwortet werden, bis er schließlich im April 1947 lediglich als Mitläufer eingestuft wurde. Trotzdem erschien bereits Anfang desselben Jahres eine erste Publikation mit dem Vermerk Kauka-Verlag, Prien am Chiemsee: ein kleinformatiges Handbuch mit dem Titel Leitfaden für Polizeibeamte von „Dr. E. G. Mayer“, laut Angaben im Buch „Städtischer Rechtsrat im Polizeipräsidium München“. Dafür bediente man sich eines Taschenspielertricks: Laut Impressum erschien die Broschüre unter der Lizenz des Heidelberger Freiheit-Verlages von Kurt Sellin. Offenbar setzte man auf die Namensähnlichkeit mit Emma Bahres ehemaligem Unternehmen. Eine Geschäftsbeziehung zwischen Kauka und Sellin ist nicht nachgewiesen. Dieses Buch sollte allerdings für einige Jahre die einzige Publikation des Kauka-Verlags bleiben. Anfang 1948 folgt dann der erste Band einer geplanten Reihe Elemente der Rechtswissenschaft (Kurzlehrbücher für Studium und Praxis), auf dessen Titel der Name Rudolf Kauka wie ein Verfassername steht, obwohl er nur als Herausgeber der Reihe fungierte. Der eigentliche Autor war der Jurist Norbert Pohl, den Kauka in Prien kennengelernt hatte. Dieser Band erschien im neu gegründeten Verlag der Zwölf in München, wo Kauka nun eine Anstellung fand, wofür er noch Jahre später dem Schriftsteller und Verleger Harry Schulze-Wilde dankte. Dieser war Inhaber einer echten Lizenz der US-amerikanischen Kontrollbehörden. Mit Schulze-Wilde gründete Kauka im September 1948 die Münchener Verlagsbuchhandlung Harry Schulze-Wilde & Co. Dabei firmierte er wieder als „Dr. Rudolf Kauka“ – die Fiktion aus dem Lizenzierungsverfahren erhielt er weiter aufrecht.
Die Münchener Verlagsbuchhandlung wurde zum Ausgangspunkt für Kaukas verlegerische Tätigkeit in den Anfangsjahren. Mit dem Wegfall der Lizenzpflicht schied Schulze-Wilde im Oktober 1949 aus der Firma aus, die danach mit dem Zusatz Rudolf Kauka OHG fortgeführt wurde. Man verlegte juristische Fachpublikationen, aber auch zwei Broschüren zu aktuellen politischen Themen. Vor allem aber wandte sich der Verlag der Unterhaltungsliteratur in Form von Romanheften und Magazinen zu. So erschienen bereits im Herbst 1948 drei Reihen: das kleinformatige ax Kriminal-Magazin, die Romanheftserie Der neue Film-Roman, anfangs im großen Illustriertenformat, und der Argus Kriminalroman, dessen wiederum kleinformatigen Hefte einzig dem Kriminalschriftsteller C. V. Rock gewidmet waren. Letztere gab man allerdings nach nur wenigen Ausgaben wieder ab.
Auch ax wurde bereits Anfang 1949 nach vier Ausgaben durch ein Neues Kriminalmagazin abgelöst, das anfangs im kurzlebigen Heinz Ullstein Verlag erschien. Den Vertrieb und ab Mitte 1949 die Heftredaktion übernahm die Münchener Verlagsbuchhandlung. Im März 1950 kam kurzzeitig eine Fachzeitschrift unter dem Titel Technische Neuheiten und Erfindernachrichten hinzu, die im Laufe des Jahres dreimal den Titel änderte und schließlich nach nur fünf Ausgaben weitergereicht wurde. Diese Publikation blieb ein Fremdkörper im Verlagsportfolio, das sich nun verstärkt der populären Lektüre verschrieb und dazu ca. Mitte 1950 die Westernromanserie Bill Rocky auf den Markt brachte. Noch im Herbst desselben Jahres folgte Mix, eine kleinformatige Unterhaltungsrevue in Fortführung des Münchener Neuen Magazins, und schließlich zum Jahreswechsel 1950/51 die überformatige Illustrierte Er – die Zeitschrift für den Herrn, eine Übernahme aus dem AWA-Verlag. Diese drei Titel erschienen von Beginn an im Kauka Verlag – wie Kriminalmagazin und Filmroman inzwischen auch –, der allerdings offiziell erst im November 1951 im Handelsregister eingetragen wurde, zunächst mit Erika Kauka als Inhaberin und kurz nachdem die Münchener Verlagsbuchhandlung von einer OHG in den Alleinbesitz Rolf Kaukas gewechselt war.
Das Jahr 1951 markierte eine erste Zäsur in Kaukas Verlegertätigkeit. Im Frühjahr stellte das Neue Kriminalmagazin nach der 27. Ausgabe sein Erscheinen ein, bald darauf auch Mix mit der Nr. 7. Es folgte noch eine Remittendenverwertung in Sammelbänden zu drei Heften dieser Reihen bzw. einem Exemplar des Filmromans unter dem Titel Buntes Magazin. Zum Jahresende wechselte dann auch Er erneut den Verlag, ebenso Bill Rocky und der Filmroman, mittlerweile umgestellt auf die gängige Romanheftgröße und umbenannt in Delphin Roman. Diese beiden Serien wurden nun vom Rastatter Roman- und Rätselheftverleger Erich Pabel fortgeführt.
1952 versuchte Kauka es zunächst auf einem neuen verlegerischen Gebiet: Er produzierte zwei Sammelalben samt den dazugehörigen Einzelbildern in Anlehnung an Bill Rocky und Flying Jack, eine weitere Western-Romanheft-Serie aus dem Pabel Verlag. Herstellung und Vertrieb der Alben unter dem Titel Der wilde Westen bzw. Indianerland oblagen jedoch Pabel, während der Kauka Verlag die Funktion eines Bildertauschdienstes übernahm. Erst gegen Ende des Jahres trat Kauka wieder als eigenständiger Verleger in Erscheinung, diesmal mit der schmalen Jugendzeitschrift Colombo, die sich vorwiegend Erzählungen und Reportagen aus aller Welt widmete, aber auch einen ersten Kurzcomic enthielt: einen Pantomimenstrip mit einer Figur namens Dagobert. Dieser stammte von dem Münchener Kunstmaler und Illustrator Dorul van der Heide, der auch bereits einen großen Teil der Bilder zu den Sammelalben beigesteuert hatte. Colombo wurde im Februar 1953 mit der Nr. 3 eingestellt, die Zusammenarbeit mit van der Heide fing aber nun erst richtig an.

### Karriere als Comic-Verleger
Anfang der 1950er Jahre begannen die ersten US-amerikanischen Comics, den westdeutschen Markt zu erobern. Kauka erkannte durchaus die Chancen, die dieses für Deutschland neue Massenmedium bot. Jedoch wollte er nach eigener Auskunft zunächst Trickfilme produzieren. Allerdings verfügte er dazu weder über die notwendigen technischen noch über die personellen Voraussetzungen. Also begann er, eigene Comicfiguren zu entwickeln und engagierte dafür Dorul van der Heide als zunächst einzigen Zeichner, der allerdings schnell per Aushang an der Münchener Kunst-Akademie einen Assistenten suchte und fand: Werner Hierl. So erschien im Mai 1953 Kaukas erstes Comic-Heft Till Eulenspiegel, dessen Charaktere an Figuren der deutschen Märchen-, Fabel- und Volkserzählungen angelehnt waren. In Heft 6 tauchten dann in einer Kurzgeschichte zum ersten Mal die Fuchszwillinge Fix und Foxi auf, die bald zu Publikumslieblingen avancierten. Nachdem ab Heft 10 mehrere Ausgaben auf der Titelseite groß auf Fix und Foxi hingewiesen hatten, wurde die Reihe Anfang 1955 ab Nr. 29 endgültig in Fix und Foxi umbenannt. Die Serie, die über 300 Millionen Hefte verkaufte und in der Spitze eine wöchentliche Druckauflage von über 400.000 Exemplaren erreichte, entwickelte sich zum größten Comic-Erfolg Deutschlands. Kauka war jedoch zunächst lediglich Produzent der unter seinem Namen erscheinenden Comics. Verlag und Vertrieb und damit das eigentliche unternehmerische Risiko übernahm wiederum Erich Pabel.
Im weiteren Verlauf probierte Kauka auch andere Produkte aus, mal mit, mal ohne den Rastatter Verleger. So erschien noch im selben Jahr die Bilder-Post, eine zunächst an US-amerikanischen Zeitungsbeilagen orientierte, wöchentliche Comic-Postille mit anfangs vorwiegend abenteuerlichem Inhalt im Zeitungsformat. Trotz Hinzunahme humoristischer Strips, darunter auch Fix und Foxi, und zweimaliger Umfangerhöhung bei gleichzeitiger Formatverkleinerung musste das Objekt Anfang 1954 eingestellt werden. Ebenfalls 1954 probierten es Kauka und Pabel mit der Reihe Eulenspiegels bunte Kinderwelt: bilderbuchartige Hefte im Konturschnitt, die eben dadurch zwar auffielen, aber zu empfindlich waren, um sich durchzusetzen. 1955/56 erfolgte dann mit (Eulenspiegels) Kunterbunt ein Versuch Kaukas, ein monatliches Comic-Magazin ohne Pabel am Markt zu platzieren. Auch dies scheiterte nach zwanzig Ausgaben. Mittlerweile hatte sich jedoch Fix und Foxi etabliert und konnte Ende 1957 von 14-täglichem zu wöchentlichem Erscheinen übergehen.
Dazu war es erforderlich, die Comic-Produktion deutlich zu erhöhen. Möglich wurde dies, weil Kauka seine Trickfilmambitionen keineswegs aufgegeben hatte: Bei der Suche nach geeignetem Personal und der entsprechenden technischen Ausstattung war er 1954 dem jugoslawischen Comic- und Zeichentrickpionier Walter Neugebauer begegnet. Mit ihm und dessen Studio produzierte Kauka Mitte der 1950er Jahre zunächst einige kurze Werbetrickfilme (etwa für die Isetta von BMW), ehe er Neugebauer und etliche seiner Mitarbeiter mit der Aussicht auf einen abendfüllenden „Münchhausen“-Zeichentrickfilm dazu bewog, nach Grünwald bei München überzusiedeln, mittlerweile Sitz des Kauka-Verlags und seit 1957 der „Kauka-Film-Produktion“. Tatsächlich wurde mit der Arbeit an dem Münchhausen-Trickfilm begonnen. Mehr als eine etwa zehnminütige Rohfassung kam jedoch nicht zustande. Dann wurde es wichtiger, den stetig steigenden Bedarf an Comics für Fix und Foxi zu bedienen, und so sahen sich Neugebauer und sein Team, darunter Vladimir Magdić, Branco Karabajić, Berislav Fabek und Turido Pauš zunehmend in die Comicproduktion eingebunden. Um 1960 herum wurde Neugebauer zum Artdirector berufen und sollte mit seinem professionellen, ökonomisch-dynamischen Funnystil Fix und Foxi bis weit in die 1970er Jahre hinein prägen. Außerdem steuerte er mit seinen Semi-Funnys Tom und Klein-Biberherz bzw. seiner Version von Mischa im Weltraum, aber auch mit Realistics wie etwa seiner Winnetou-Adaption weitere Comics bei, die dem Magazin neue Wege eröffneten.
Andere Kauka-Künstler waren in dieser Phase neben den bereits genannten unter anderem Kurt Ludwig Schmidt alias („Becker-“)Kasch, der gebürtige Banater Schwabe Ludwig Fischer, Florian Julino, Helmuth Huth, Heinz Körner, Riccardo Rinaldi, Maria Luisa Uggetti, Vjekoslav Kostanjsek, Mehmet Gülergün, Öktemer Köksal, Kurt Italiaander, Helmut Murek, Giuseppe De Facendis, Massimo Fecchi, Arthur Berckmanns sowie Charilaos Theodorou. Sie arbeiteten teilweise als Angestellte im Studio in Grünwald, oft aber auch auf freiberuflicher Basis.
Im Mai 1960 wurde Fix und Foxi von 24 auf 32 durchgängig vierfarbige Seiten aufgestockt und hatte damit das Format erreicht, das für die längste Zeit der 1960er Jahre Gültigkeit behalten sollte. Gleichzeitig wurde eine Neuerung eingeführt, die bis weit in die 1970er Jahre hinein ein essenzielles Markenzeichen des Magazins darstellte: Kauka trat nun persönlich in seinem Blatt in Erscheinung, indem er sich ab jetzt in einer Art Vorwort oder Leitartikel direkt an sein junges Publikum wandte („Liebe Freunde!“) und sich ihm als wohlmeinender Moderator, Ratgeber oder einfach Unterhalter empfahl („Euer Rolf“). Diese Kolumne war in der Kinder- und Jugendpresse der damaligen Zeit einzigartig – hier sprach nicht ein x-beliebiger Redakteur, sondern der Patriarch in Person. Sie zielte darauf ab, eine besondere Vertrauensbasis bei den kindlichen Konsumenten und ihren Eltern zu schaffen – freilich auch um rechtsradikale politische Botschaften zu vermitteln, etwa 1966 den Wunsch nach der „Freilassung der unschuldig Gefangenen in Spandau“ (gemeint ist Rudolf Heß). Auch wenn die Texte nicht immer von Kauka selber verfasst wurden, so doch in seinem Namen und seinem Sinn. Lag die verkaufte Auflage zu Beginn des Jahrzehnts bei gut 150.000 Exemplaren, so stieg sie nun schnell auf im Durchschnitt über 200.000, wobei noch eine unbekannte Anzahl an Verkäufen in Berlin und Österreich hinzuzurechnen ist, da das jeweilige Heft bedingt durch den Phasenvertrieb erst einige Wochen nach der Hauptauslieferung angeboten wurde (in Berlin zu einem Sonderpreis). Fix und Foxi war damit zu einer festen Größe auf dem deutschsprachigen Comic-Markt geworden. Rolf Kauka gab sich mit dem Status quo aber keineswegs zufrieden. Er setzte weiter auf Expansion.
Zum einen vergab er bereits seit Mitte der 1950er Jahre Lizenzen seiner Comic-Erzeugnisse ins Ausland, wo sie über unterschiedlich lange Zeitspannen von einigen Monaten bis hin zu mehreren Jahren teils in eigenen Magazinen und unter einem landesspezifischen Namen erschienen, teils aber auch in bereits existenten Heftserien unterkamen. Zum anderen begann er, seine Comic-Charaktere als Merchandising-Objekte zu nutzen – sei es, dass sie als Werbe-Ikonen fremde Produkte bewarben, oder mehr noch in eigener Sache, aber auf neuen Geschäftsfeldern (z. B. Bücher, Schallplatten, Spiele) in Erscheinung traten.
Im Comic-Sektor selbst versuchte man es zunächst mit Derivaten wie z. B. Fix und Foxi Sonderheften, die ab 1959 sporadisch, dann später regelmäßig und anlassbezogen (Ostern, Weihnachten etc.) erschienen. Hinzu kam von 1960 bis 1962 die Sonderreihe Fix und Foxi mit Schallplatte, die allerdings keine Platte, sondern nur eine Schallfolie enthielt und auch eher unregelmäßig veröffentlicht wurde. Es folgte 1963 der Versuch, mit einem sog. Winnetou-„Zeichenfilmbuch“ das Albumformat am Kiosk einzuführen, was wohl wegen der überhöhten Preiskalkulation fehlschlug. Im selben Jahr scheiterte zudem bereits nach der Testausgabe ein erster Ansatz, mit einem Magazin namens Junior eine etwas ältere Teenager-Leserschaft zu erreichen.
Dies sollte Kauka ab 1964 mit seinem neuen Comic-Magazin Lupo (später Lupo modern, dann Tip Top) gelingen. Das Heft erschien anfangs monatlich und wurde von Florian Julino quasi im Alleingang gestaltet. Sehr schnell zeichnete sich jedoch ab, dass er dies nicht lange durchhalten würde. Da Kaukas damaliger kaufmännischer Geschäftsführer Norbert Pohl – der Freund aus den verlegerischen Anfangstagen – zur gleichen Zeit ein umfangreiches Paket an Comic-Lizenzen der Verlage Dargaud und Dupuis aus Frankreich bzw. Belgien erwerben konnte, wurde kurzerhand beschlossen, diese zum Grundstock des neuen Magazins zu machen, für das zudem Peter Wiechmann als Redakteur eingestellt wurde. So erschienen aus diesem Fundus bereits in der zweiten Ausgabe von Lupo eine erste Seite mit Schnieff und Schnuff (Boule & Bill) von Jean Roba und in der Folgenummer 3 Ende 1964 eine Kurzgeschichte mit Pit und Pikkolo (Spirou und Fantasio).
Im Frühjahr 1965 startete dann eine sehr spezielle und schon bald hoch umstrittene erste deutsche Bearbeitung von Asterix und Obelix. Die beiden Gallier wurden bei Kauka zu Siggi und Babarras, zwei Germanen, und die Geschichte selbst (hier: „Siggi und die goldene Sichel“) bot ein satirisch gemeintes Zerrbild der politischen Situation Deutschlands in den 1960er Jahren, in dem die Römer zu US-amerikanischen Besatzern umgedeutet wurden. Die geringe Werktreue und die Häufung revisionistischer politischer Anspielungen stieß auf erheblichen Widerspruch der französischen Urheber René Goscinny und Albert Uderzo, die Kauka daraufhin im Streit die Rechte entzogen. Die kritisierte nationalkonservative Tonlage wurde anschließend auch in den Eigenproduktionen, die ausdrücklich als Nachfolgeserien zu Siggi und Babarras angekündigt wurden (namentlich Fritze Blitz und Dunnerkiel sowie die frühen Pichelsteiner), noch eine Weile beibehalten. Kauka publizierte unverhohlene antisemitische Klischees, die auch in den Folgejahren immer wieder auftauchten.
Trotz des Vorfalls mit Goscinny und Uderzo, der im Laufe der Jahre weitere Rechtsstreitigkeiten nach sich zog, veröffentlichten er und sein Team ab Mitte der 1960er Jahre weiterhin zahlreiche franko-belgische Comic-Serien, oft in deutscher Erstveröffentlichung, wie z. B. Prinz Edelhart (Johann und Pfiffikus) und Die Schlümpfe (Les Schtroumpfs) von Peyo, Lucky Luke von Morris und Goscinny, Jo-Jo (Gaston) von André Franquin, später auch Tim und Struppi (Tintin) von Hergé. Heutige Kritik an den Kauka-Fassungen dieser Figuren stützt sich häufig auf das damals von fast allen Verlagen praktizierte Vorgehen, statt einer möglichst originalgetreuen Übersetzung einen „passenden“ Text von den deutschen Redakteuren mehr oder minder frei zu erfinden.
Die Menge an Lizenzserien sowie der mittlerweile erreichte Umfang der Eigenproduktion ermöglichte es Kauka, nun eine ganze Reihe von weiteren Titeln und Nebenserien auf den Markt zu bringen, so etwa die Taschenbuchreihe Fix und Foxi Extra als Pendant zu Walt Disneys Lustigen Taschenbüchern von Ehapa, die diesmal erfolgreiche Einführung des Albumformats, wenn auch zunächst in Heftform, unter dem umständlichen Titel Fix und Foxi Super Tip Top und eine weitere Taschenbuchreihe, schlicht Kauka Comics genannt, aus der nach gut einem Jahr ein neues, stärker abenteuerorientiertes Magazin namens Primo Comic hervorging. All diesen zusätzlichen Titeln war gemein, dass sie sich im Grunde wesentlich auf das hinzugekaufte Lizenzmaterial stützten, mit einem mehr oder weniger prominenten Eigenanteil.
Im Juni 1967 erschien mit Kaukas Bussi Bär das erste Vorschulmagazin am Kiosk in Deutschland. Dies war zunächst eine reine Eigenkreation, grafisch von Walter Neugebauer – unterstützt durch Gisela Künstner – konzipiert und von Marlis Kauka und Jolàn Sohn kindgerecht redigiert. Das Monatsmagazin erreichte schon 1970 erstmals sechsstellige Verkaufszahlen, befand sich in den 1970er-Jahren mit Fix und Foxi diesbezüglich auf Augenhöhe und lag seit den 1980ern beständig vorn. Es ist das einzige Kauka-Objekt, das heute noch kontinuierlich erscheint, wenn auch inzwischen mit stark geschrumpften Auflagenzahlen.
Geschäftlich traf Kauka zudem in den 1960er Jahren einige wesentliche Entscheidungen, die ihm einen größeren Anteil am andauernden Erfolg von Fix und Foxi und nicht zuletzt mehr Kontrolle über seine Comic-Erzeugnisse verschaffen sollten. So übertrug er Copyright und Titelrechte schon zu Beginn des Jahrzehnts auf eine Firma Europress in Liechtenstein, hinter der vermutlich allein Kauka selber stand. Im Juli 1966 endete auch die langjährige Partnerschaft mit dem Pabel Verlag, nach der Kauka gegen ein Fixum und eine Verkaufsprovision die fertigen Hefte bei Pabel ablieferte, der sie daraufhin auf eigene Rechnung verlegte. Als neuer Verleger fungierte von nun an eine Gevacur AG in der Schweiz, über die offiziell nie etwas Konkretes verlautbart wurde, hinter der aber sicher Kauka und womöglich auch Pabel standen. Zum endgültigen Bruch mit Pabel kam es jedoch 1968, als Kauka auch den Vertrieb an sich zog und auf die Verlagsunion übertrug, ein Unternehmen, das er zusammen mit dem Heinrich Bauer Verlag gründete. Privat hatte sich Kauka derweil auf Gut Eichenhof bei Freising zurückgezogen, das er 1966 erwarb.
Anfang der 1970er Jahre befand sich Rolf Kauka im Zenit seiner Tätigkeit als Comic-Verleger. Auf sein Geheiß hin hatte sein neuer Redaktions-Direktor Peter Wiechmann in nur wenigen Jahren für eine erhebliche Ausweitung des Titelportfolios gesorgt (zu dem von 1971 bis 1973 mit Pip International sogar ein Magazin für erotische Erwachsenencomics gehörte, wenn auch unter einer Züricher Tarnadresse). Der Umsatz stieg deutlich. Eine Reportage der Illustrierten Stern nannte ihn 1972 daraufhin gar „Europas Comics-König“. Aus gesundheitlichen Gründen, aber auch, weil er die mittelfristige Entwicklung des Comic-Marktes eher pessimistisch einschätzte, wollte Kauka sein Unternehmen verkaufen und verhandelte darüber bereits seit 1969 mit diversen Interessenten.
1973 verkaufte Rolf Kauka darum – angeblich für 19 Millionen DM – seinen Verlag an das britische Unternehmen IPC Magazines Ltd. und die niederländische Verlagsgruppe VNU, die dafür das Konsortium IJP (International Juvenile Press) gründeten. Er behielt sich allerdings ein Mitspracherecht vor und vor allem die Urheberrechte an seinen Figuren. Kauka zog sich aus dem aktiven Verlagsgeschäft zurück und beabsichtigte 1975, in München die Kauka-Comic-Akademie zu gründen, um sich der Aus- und Weiterbildung von Autoren und Illustratoren zu widmen. Stattdessen übernahm er gegen Ende desselben Jahres von Axel Springer 50 % der Anteile am Koralle-Verlag mit dem klaren Auftrag, dessen kriselndem Zack-Magazin wieder auf die Sprünge zu helfen. Dafür übernahm Anfang 1976 der Kauka-Vertraute Wiechmann die Zack-Redaktion, doch nach knapp einem halben Jahr zogen sich sowohl Kauka wie auch Wiechmann von dem Projekt zurück. Derweil hatte auch IJP keinen Erfolg mit seinen Plänen, einerseits das Kauka-Material international auszunutzen – dazu kam es nicht einmal ansatzweise – und andererseits das eigene Comicsortiment unter dem Kauka/Gevacur-Label auf dem deutschen Markt zu etablieren, wo Titel wie das Action-Magazin Kobra (unter anderem mit Trigan von Don Lawrence) nicht genügend Anklang fanden. Ende der 1970er Jahre löste sich das Verlagskonsortium auf. Kauka nutzte sein Rückkaufrecht, um sein altes Unternehmen zurückzuerwerben und bald darauf – wieder vorbehaltlich der Urheberrechte – für noch einmal sechs Millionen DM an die Bauer Verlagsgruppe weiterzuverkaufen, die Fix und Foxi & Co. ihrer Tochtergesellschaft (seit 1970) Pabel-Moewig zuordnete, ab 1989 VPM. 1982 schließlich zog sich Kauka aus Gesundheitsgründen auf eine Plantage in Georgia (USA) zurück.

### Filmproduzent und SF-Romanautor
In der Endphase seiner Zeit als Comic-Verleger und auch danach versuchte sich Kauka erneut als Filmproduzent. So entstand noch 1972 die „deutsche Gesellschaftskomödie“ Versuchung im Sommerwind, ein Spielfilm von Rolf Thiele mit durchaus prominenter Besetzung (Helmut Käutner, Christiane Hörbiger, Paul Hubschmid), dem dennoch ebenso wenig ein nennenswerter Erfolg beschieden war wie dem abendfüllenden Zeichentrickfilm Maria d’Oro und Bello Blue, der 1973 ganz nach Kaukas Vorstellungen in Italien entstand und sogar mit einem Fix und Foxi-Vorfilm in die Kinos kam.
Außerdem verfasste Kauka auch zwei Science-Fiction-Romane:
- 1980: Roter Samstag, oder Der Weltuntergang findet nicht statt, München und Wien (Herbig) ISBN 3-7766-0982-6 (eine politische Fiktion)
- 1988: Luzifer. Roman einer Seelenwanderung, München (Universitas) ISBN 3-8004-1171-7 (ein esoterisch angehauchtes Philosophieren über die Evolution des Menschengeschlechts)

### Ende der FF-Comics und letzte Aktivitäten
Mitte 1994 stellte VPM Fix und Foxi von wöchentlicher auf monatliche Erscheinungsweise um und marginalisierte den ohnehin stark reduzierten Comicanteil. Offenbar wollte der Verlag die damalige Auflagenkrise vor allem mit einem stark ausgebauten redaktionellen Anteil mit vielen popkulturellen Elementen überwinden. Rolf Kauka entzog dem Verlag daraufhin die Rechte und ließ das Comic-Heft einstellen. Damit kam auch die Produktion von Kauka-Comics völlig zum Erliegen.
Mit der 1982 aus dem Kauka Verlag hervorgegangenen Promedia, Inc. gründete Kauka eine Verwaltungsgesellschaft für seine Comics und widmete sich fortan der Umsetzung von Fix und Foxi in eine Zeichentrickserie, die erstmals im Februar 2000 im Fernsehen lief, zunächst im Ersten, später im KiKA. Zusammen mit seiner vierten Ehefrau Alexandra Kauka und der Ravensburger AG entwickelte er zudem das Fix & Foxi Abenteuerland im Ravensburger Spieleland, das im Frühjahr 2000 eröffnet wurde. Die Kauka Promedia, Inc. leitete er bis Ende 1999 selbst und übergab dann die Geschäftsführung an Alexandra Kauka.
Die Wiedereinführung eines neuen FF-Heftes Mitte des Jahres 2000 beim Ehapa-Verlag scheiterte sowohl qualitativ als auch verkaufstechnisch nach nur drei Ausgaben. Nicht viel besser war es zuvor der Albenreihe Rolf Kauka Classics (1997–1999) ergangen. Rolf Kauka selbst hingegen wurde 1998 für sein Werk mit dem Verdienstkreuz erster Klasse des Verdienstordens der Bundesrepublik Deutschland gewürdigt.
Am 13. September 2000 starb Rolf Kauka 83-jährig auf seiner Plantage in Thomasville im US-Bundesstaat Georgia.

## Nachleben

### Entwicklungen nach dem Tode Kaukas
Im Jahre 2003 erschien ein großes Jubiläumsbuch zum 50. Geburtstag der Comic-Helden, gefolgt von einem Sonderheft im Jahre 2004 (Fix und Foxi und der Raketenblitz). 2003 ging Alexandra Kauka, als Nachfolgerin von Rolf Kauka im Unternehmen, ein Joint-Venture mit der Andromeda Central Community Medien GmbH von Michael Semrad aus Kerken bei Düsseldorf ein. Das operative Geschäft wurde nachfolgend auf die Andromeda Central Community Medien GmbH verlagert und gemeinsam von Promedia (Alexandra Kauka) und Andromeda Central Community Medien GmbH (Michael Semrad) unter dem Label Kauka Promedia vermarktet. Auf Wunsch von Alexandra Kauka erfolgte im Juni 2008 die Umbenennung des Joint-Ventures Kauka Promedia in Rolf Kauka Comics. Damit sollte stärker der Schöpfer der Kauka-Serien, Rolf Kauka, in den Blickpunkt gerückt werden.
Im Jahre 2005 vergab Alexandra Kauka die Lizenz für Fix-und-Foxi-Print-Magazine an den Hamburger Tigerpress Verlag GmbH unter der Leitung von Jan Wickmann, Sohn des Generalbevollmächtigten bei Gruner und Jahr, Rolf Wickmann, Lutz Mathesdorf als Chefzeichner (zuvor Bestsellerautor bei Rowohlt und Carlsen) und Michael Hopp, der zuvor Chefredakteur bei Wiener, TV total, TV Movie und TV Today war. Gleichzeitig wurde die Comicproduktion von Kauka-Comics wieder aufgenommen. Das neue Fix-und-Foxi-Comic-Magazin erschien vom 25. Oktober 2005 an wieder regelmäßig Monat für Monat, bis der Verlag Tigerpress am 16. Juni 2009 nach 44 Ausgaben die Einstellung des Magazins Fix und Foxi wegen zu geringer Auflagenzahl bekanntgab und Insolvenz anmeldete.
Im selben Zeitraum hatte Tigerpress außerdem zwei Fix-und-Foxi-Alben und die Fix & Foxi Wundertüte (eine Remittendenverwertung ähnlich den früheren Sammelbänden) veröffentlicht, vor allem aber von Ende 2007 bis 2009 etwa zweimonatlich ein Lupo-Comic-Heft, das dem gleichnamigen Anti-Helden aus den Fix-und-Foxi-Comics gewidmet war (9 Ausgaben), und dazu im Jahr 2008 zweimal ein Vorschulmagazin mit dem Kauka-Charakter Pauli. Schon zu Beginn des Jahres 2010 übernahm jedoch New Ground Publishing die Heft-Lizenz und verfolgte dabei eine zweigleisige Absatzstrategie. Neben der monatlichen Printausgabe war das neue Fix-und-Foxi-Magazin auch digital über verschiedene Vertriebskanäle erhältlich. Gleichzeitig sollte eine umfassende Digitalisierung von Archivmaterial das neue Angebot unterstützen. Aber auch dieses Konzept rechnete sich nicht, und so wurde das Magazin zum Jahresende erneut eingestellt.
Abgesehen davon erschien im Oktober 2005 ein Fix-und-Foxi-Buch in Zusammenarbeit des Weltbild Verlags und der Bild-Zeitung im Rahmen der Bild-Comic-Bibliothek. Zwei Jahre später, im Oktober 2007, startete Kauka Promedia in Kooperation mit dem Cross Cult Verlag in Anlehnung an die Primo-Hefte von 1971 bis 1974 eine Buchedition unter dem Namen Rolf Kauka’s Primo Comics. Den Auftakt bildete eine Gesamtausgabe der SF-Fantasy-Saga Andrax von Peter Wiechmann und Jordi Bernet. Spätere, ähnlich gestaltete Bände z. T. auch bei anderen Verlagen stützten sich vor allem auf Wiechmanns Comic-Schaffen in Zusammenarbeit mit diversen spanischen Zeichnern nicht nur für Kauka (z. B. Capitan Terror), sondern auch für andere Verlage (insbesondere das Magazin Yps). Der 2019 publizierte, streng limitierte Doppelband Primo Premium ist denn auch nichts anderes als ein umfangreicher Querschnitt durch Wiechmanns Lebenswerk als „Comic-Macher“ für Kauka und darüber hinaus.
Seit Mitte 2006 besaß die magnussoft deutschland GmbH die Lizenzrechte an Fix & Foxi für Computerspiele und hat ab Anfang 2007 mehrere Spiele auf den Markt gebracht. Zudem sind Fix und Foxi auf Hörspielkassetten, CDs, DVDs, Video, als Merchandising und als Fernsehserie in 30 Ländern präsent.
Im Juni 2007 verlieh das Münchener Comicfestival Rolf Kauka postum den Comicpreis PENG! für sein Lebenswerk. Alexandra Kauka nahm den Preis für Rolf Kauka entgegen. Eine gleichzeitige umfangreiche Ausstellung über das Schaffen von Rolf Kauka umrahmte die Preisverleihung. Die Gemeinde Grünwald, die lange Zeit Rolf Kaukas Wohn- und Verlagssitz war, eröffnete 2014 zu seinen Ehren die neue Kinderkrippe Fix und Foxi auf dem Gelände des Grünwalder Freizeitparks.

### Rechte-Verkauf und Neuausrichtung
Im Mai 2014 wurde bekannt, dass der österreichische Medienunternehmer Stefan Piëch – ein Abkömmling der Automobildynastie Porsche-Piëch – als Alleinvorstand und Hauptaktionär der Your Family Entertainment AG von Alexandra Kauka sämtliche Marken- und Merchandisingrechte, aber auch Buch- und Filmrechte an den Kauka-Figuren übernommen hat. Auch das Privatarchiv Kaukas wechselte bei der Gelegenheit in den Besitz Piëchs. In der Folge wurden Fix und Foxi zu den neuen Ankerfiguren des Pay-TV-Kinder- und Familiensenders von YFE, der daraufhin zum 1. Dezember 2014 umbenannt wurde in Fix und Foxi (TV).
Auch wenn die Zukunft von Fix und Foxi & Co. damit erkennbar nicht mehr im Comic- und Print-Bereich liegt, sondern eher auf dem weiten Feld der elektronischen Medien, so ermöglichte Stefan Piëch doch eine weitere Ausstellung mit repräsentativen Auszügen aus dem Wirken von Rolf Kauka als Comic-Verleger, die sich im Wesentlichen auf den Fundus an Originalzeichnungen in seinem Besitz stützt. Zusammengestellt von Gottfried Gusenbauer, wurde diese erstmals 2015 in Wien der Öffentlichkeit präsentiert und seither noch einige Male erweitert und mit jeweils eigenen Schwerpunkten gezeigt, so 2016/17 im Museum Wilhelm Busch in Hannover anlässlich des 100. Geburtstags von Rolf Kauka oder 2020 im Karikaturmuseum Krems.
Im September 2017 erschien ferner bei der Deutschen Post eine Sondermarke mit einem Fix-und-Foxi-Motiv. Offizieller Ausgabeanlass war der Tag der Briefmarke, dies jedoch vor dem Hintergrund von Kaukas 100. Geburtstag im selben Jahr.

### Kritik
Laut Andreas Platthaus imitierte Kauka mit Fix und Foxi die Erzählschemata der Disney-Comics „derart dreist, dass man keinesfalls von einer eigenständigen deutschen Funny-Entwicklung sprechen kann“. Bereits sieben Jahre zuvor nannte der Journalist Thomas Lindemann den Ort Fuxholzen, den Handlungsort der Fix-und-Foxi-Comics, „eine dreiste Kopie von Entenhausen“. Nach Bernd Dolle-Weinkauf vom Institut für Jugendbuchforschung an der Universität Frankfurt ist die Welt von Fix und Foxi „ganz ähnlich aufgebaut“ wie die von Entenhausen, Kaukas Comicfiguren seien allerdings „viel flacher und eindimensionaler als die Disney-Figuren“. Professor Knox in Fix und Foxi sei auf das Disney-Vorbild Daniel Düsentrieb zurückzuführen, Lupo, ursprünglich ein böser Wolf, sei später in seiner Charakterzeichnung an die Disney-Figur Goofy angelehnt worden. Dagegen meint der Autor Martin Budde, man könne Disney-Comics und Kauka-Comics nicht gleichsetzen und „die jeweiligen Figuren […] nach dem Motto ‚hier ein Onkel, da ein Onkel’ gegeneinander austauschen“. Bei Kauka lasse sich stets die alte Fabel von Wolf und Fuchs, „die Rivalität von roher Kraft und listiger Schlauheit“ erkennen, die konsequent mit kindlichen bzw. jugendlichen Figuren erzählt werde, „während es bei Disney vorrangig um die Sorgen und Nöte erwachsener Erpel“ gehe.

### Biografie
2022 veröffentlichte Bodo Hechelhammer mit Fürst der Füchse. Das Leben des Rolf Kauka die erste Biografie Kaukas. Darin werden Kaukas nationalsozialistische Vergangenheit, seine politische Gesinnung als kalter Krieger und seine engen Kontakte zum Bundesnachrichtendienst thematisiert. Kaukas Arbeit als Verleger rückt in den Hintergrund. Deshalb urteilte Andreas Platthaus: „Diese erste Biographie des Comic-Verlegers sollte nicht die letzte bleiben.“

## Auszeichnungen
- 1940: Eisernes Kreuz II. Klasse[34]
- 1940: Eisernes Kreuz I. Klasse[35]
- 1944: Deutsches Kreuz in Gold[36]
- 1998: Bundesverdienstkreuz Erster Klasse[37]
- 2007: Peng!-Preis für das Lebenswerk (posthum)[38]